# Adrian Diel
August Friedrich Adrian Diel (4 de febrero de 1756 – 22 de abril de 1839) fue un médico alemán que fue el fundador de la pomología a principios del siglo XIX.

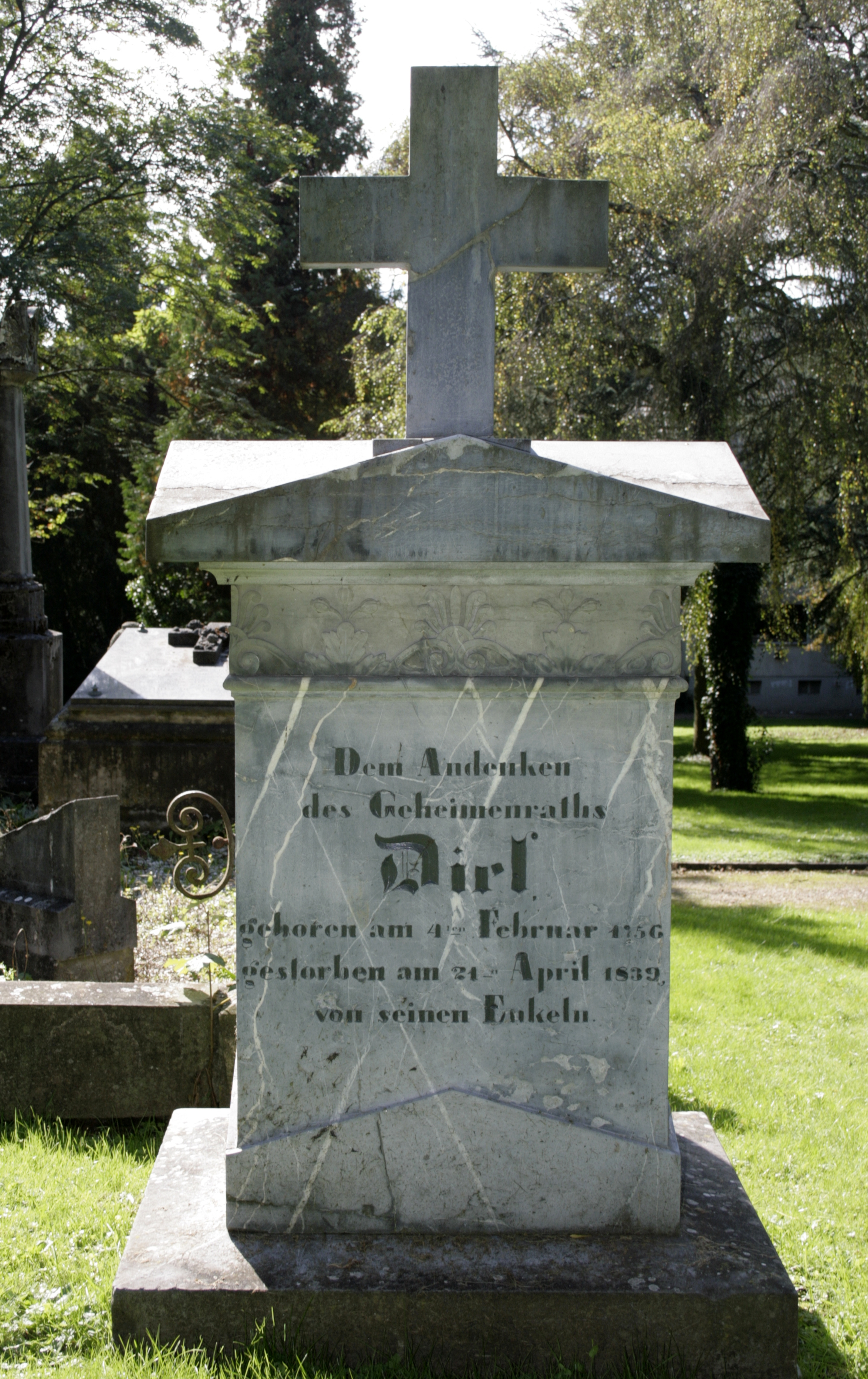
El memorial de Diel en el antiguo cementerio de Diez

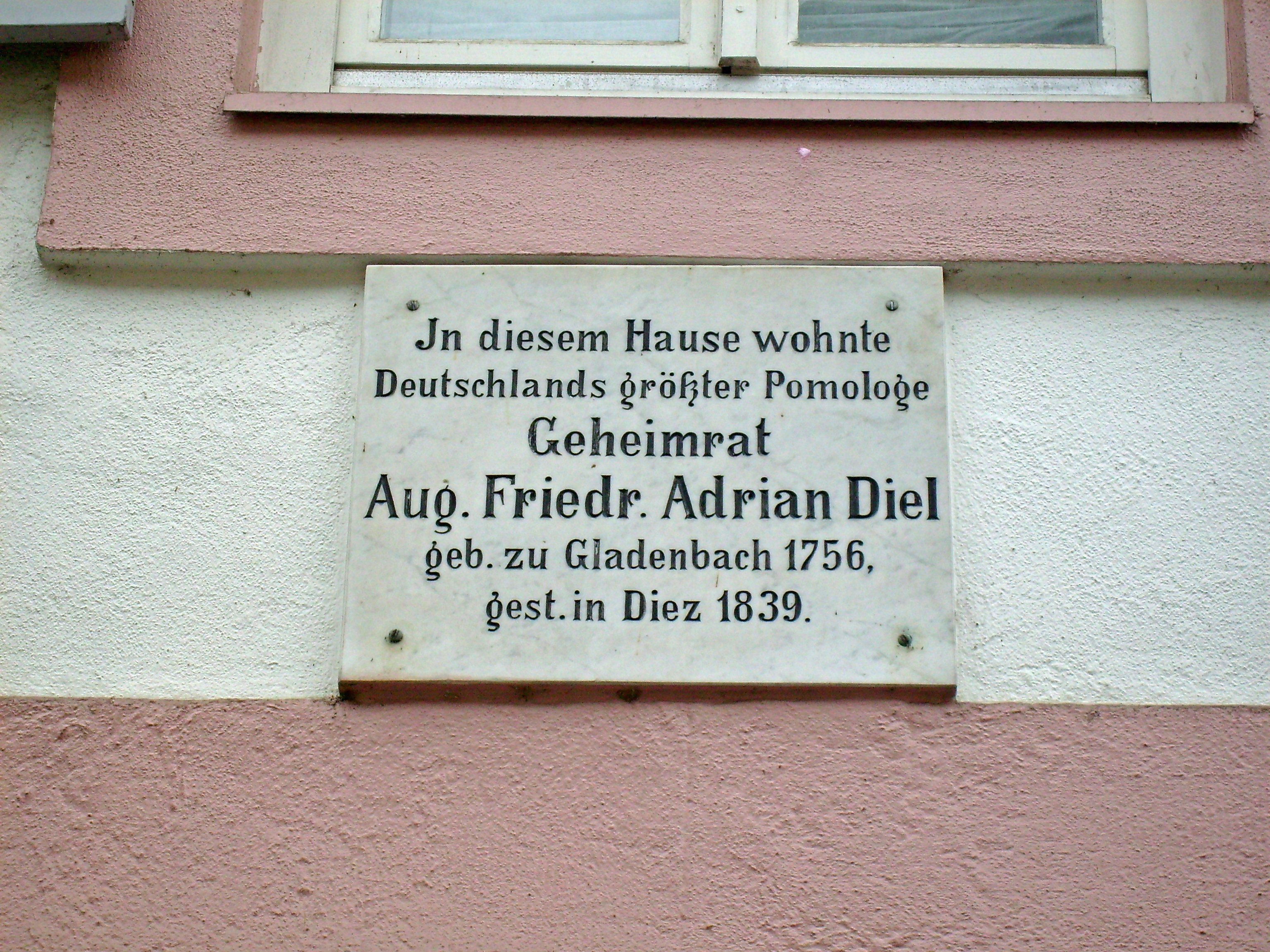
Placa conmemorativa de Adrian Diel en la Casa Eberhard – Pfaffengasse 27 en Diez

## Biografía
El padre de August Friedrich Adrian Diel, Kaspar Ludwig, era cirujano y boticario. August Friedrich Adrian estudió en Giessen y Estrasburgo. Obtuvo un Doctorado en Medicina y Cirugía en 1780 y se convirtió en médico en Gladenbach. En 1786, Diel se desempeñó como practicante del Conde de Spaur, quien fue juez en la Corte Imperial en Wetzlar, y se ocupó principalmente de balneología . En 1790 asumió el cargo de médico balneario en Bad Ems (Nassau), y al mismo tiempo, fue médico de distrito en su residencia de Diez. En el mismo año, Diel se convirtió en Consejero Aulic, luego Consejero Privado del Ducado de Nassau. Se casó con una natural de Diez, María Altgelt, pero ella murió poco después. En la localidad de Diez, en la propiedad conocida hasta el día de hoy como "Casa Eberhard", que su esposa había aportado al matrimonio, Diel plantó extensos huertos con, según se informa, hasta 12.000 manzanos.
Diel ganó importancia como criador de frutas y como autor de escritos pomológicos, y sentó las bases para el surgimiento de esa ciencia en el siglo XIX. Además de su trabajo sobre la sistemática de los árboles frutales, Diel también ejerció influencia política para promover el cultivo de frutas en el Ducado de Nassau. Después de que los viñedos fueran destruidos en gran parte en el área inmediata de Diez debido a la infestación de plagas, Diel también creó grandes huertos de ciruelos. La introducción de cerezas en elevaciones más altas en el área de Lahn, y la regulación del gobierno de Nassau sobre la plantación de árboles frutales en los bordes de las carreteras y sobre la creación de huertos en las escuelas es gracias a su iniciativa.
De su matrimonio con Adrietta Dorothea Christine, nacida Scriba, nacieron siete hijos.
En 1925, la ciudad de Diez nombró una vía recién creada como „Dielstraße“. En su ciudad natal de Gladenbach hay una calle „Adrian-Diel-Straße“.

## Frutas que llevan el nombre de Diel
- Diels Barceloner Parmäne,[3] Diels große englische Renette[4] y Diels Renette[5] eran variedades de manzanas muy conocidas del siglo XIX. La variedad de manzana Dietzer Goldrenette[6] recuerda al lugar donde trabajaba.

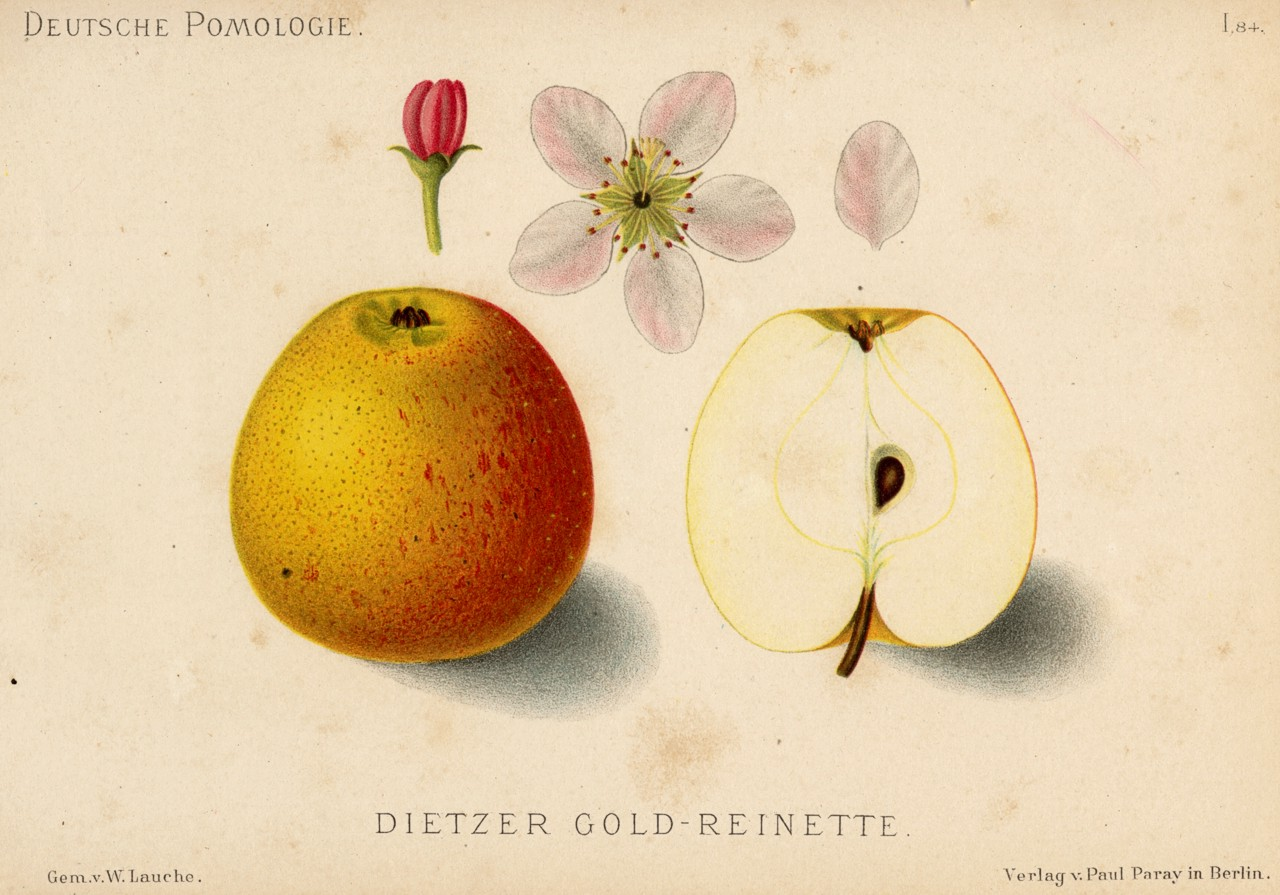
El cultivar de manzana 'Dietzer Goldreinette'.

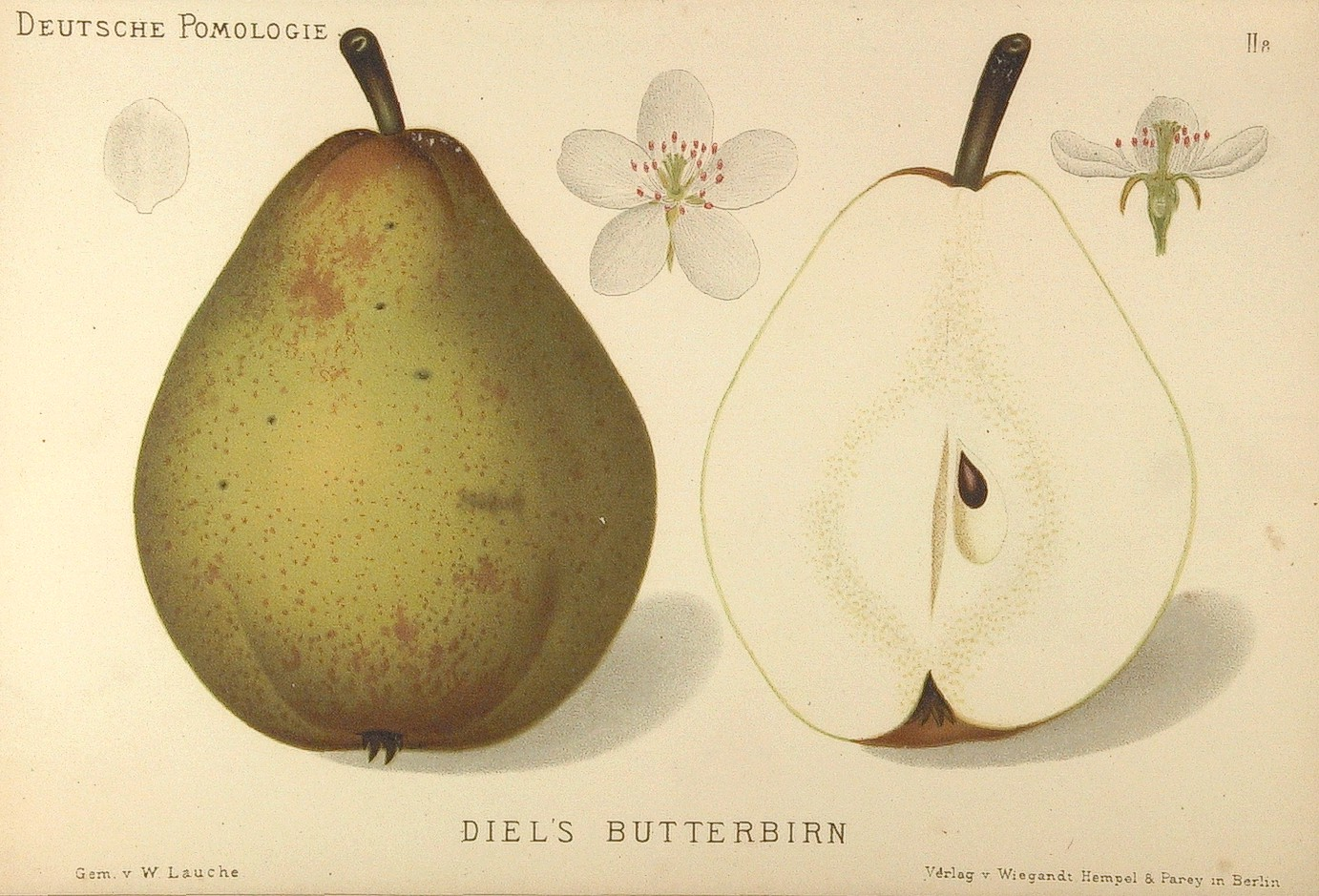
El cultivar de pera 'Diels Butterbirne'

- Como pera, la variedad de pera Diels Butterbirne[7] recuerda al gran criador (cf. lista de variedades de pera). Con la variedad de pera 'Balduinsteiner Kinderbirne' (ahora desaparecida), Diel inmortalizó también al vecino pueblo de Balduinstein, que pertenece a Diez.

## Obras

### Pomología
- Anleitung zu einer Obstorangerie en Scherben . 1793; Segunda edición en 1798 y tercera edición en 1804 con el título Ueber die Anlegung einer Obstorangerie in Scherben und die Vegetation der Gewächse .
- Versuch einer systematischen Beschreibung in Deutschland vorhandener Kernobstsorten . 26 volúmenes, 1799–1832 ( digitalizado ).
- Systematisches Verzeichniß der vorzüglichsten in Deutschland vorhandenen Obstsorten . Frankfurt 1818 con dos volúmenes de continuación en 1829 y 1833.

### Medicina
- Ueber den Gebrauch der Thermalbäder in Ems. 1825.
- Ueber den innerlichen Gebrauch der Thermalbäder in Ems. 1832.
- sowie Übersetzungen medizinischer Werke, u. a. der Medicinischen Commentarien einer Gesellschaft der Aerzte in Edinburg. 8 Bände.